# Куміньяно-суль-Навільйо
Куміньяно-суль-Навільйо (італ. Cumignano sul Naviglio) — муніципалітет в Італії, у регіоні Ломбардія,  провінція Кремона.
Куміньяно-суль-Навільйо розташоване на відстані близько 440 км на північний захід від Рима, 55 км на схід від Мілана, 29 км на північний захід від Кремони.
Населення — 456 осіб (2014).

## Демографія
Населення за роками:

Станом на 1 січня 2023 року в муніципалітеті офіційно проживало 38 іноземців з 8 країн, серед них 6 громадян країн Євросоюзу.

## Сусідні муніципалітети
- Дженівольта
- Сальвірола
- Сончино
- Сорезіна
- Тіченго
- Триголо